# Harley Pasternak
Harley Samuel Pasternak (Toronto, Canadá; 6 de agosto de 1974) es un entrenador personal, conferenciante motivacional, autor y presentador de televisión canadiense. Pasternak es conocido por trabajar con muchos clientes famosos como entrenador personal. También es conocido por ser uno de los copresentadores del programa de entrevistas diurno de ABC de 2012, The Revolution.

## Primeros años
Pasternak es judío y creció en un "típico hogar asquenazí".
Pasternak se graduó en el York Mills Collegiate Institute y posee una licenciatura en kinesiología por la Universidad de Western Ontario y un máster en fisiología del ejercicio y ciencias de la nutrición por la Universidad de Toronto.
Durante su estancia en la Universidad de Toronto, Pasternak trabajó como científico especializado en nutrición y ejercicio en el Instituto Civil y de Defensa de Medicina Medioambiental del Ministerio de Defensa Nacional de 2005 a 2007. Como científico, se centró en la fisiología del rendimiento y la nutrición, con especialidad en la cafeína y la efedrina. Sus trabajos se publicaron en la revista científica Medicine & Science in Sports & Exercise en junio de 2003 y en The Canadian Journal of Sports Medicine. Pasternak también está certificado por el American College of Sports Medicine y es Master Trainer de IDEA.

## Clientes notables
Pasternak ha trabajado con numerosas celebridades.
En 1999, el Dr. Marvin Waxman presentó a Pasternak al productor Don Carmody, quien contrató a Pasternak para trabajar con Jim Caviezel y el reparto de su película Angel Eyes. Tras varias películas posteriores, Carmody contrató a Pasternak para entrenar a Halle Berry, Robert Downey Jr. y Penélope Cruz en el plató de Gothika, en Montreal. Berry sugirió a Pasternak que se trasladara permanentemente de Toronto a Los Ángeles para seguir trabajando juntos, cosa que hizo.
En 2022, Pasternak cortó lazos con el rapero Kanye West después de que éste publicara una serie de mensajes antisemitas en las redes sociales. Pasternak era el antiguo entrenador personal de West, y dijo que supuestamente: «West tenía un historial de problemas de salud mental». En respuesta, West publicó un tuit que mostraba textos entre los dos, alegando que había sido «drogado hasta perder la cabeza para convertirlo en una celebridad manejable y de buen comportamiento».

## Televisión
Además de presentador en The Revolution, Pasternak ha aparecido en numerosas ocasiones en programas matinales de entrevistas e informativos estadounidenses y canadienses, y ha sido jurado invitado en Germany's Next Topmodel y Canada's Next Top Model. Pasternak ha colaborado con frecuencia en The Today Show y Good Morning America. Además, Pasternak coprotagoniza las tres temporadas de la serie de Khloe Kardashian Revenge Body.

## Diseño de gimnasios
En noviembre de 2018, Four Seasons Hotels and Resorts nombró a Pasternak Embajador Global de Fitness. Desde entonces, Pasternak ha sido responsable de la renovación y el diseño de los gimnasios de Four Seasons Montreal, Four Seasons Anguilla, Four Seasons Filadelfia, y Four Seasons One Dalton Street en Boston.
Pasternak también diseñó el gimnasio del Viceroy Los Cabos y del Ritz Carlton Waikiki.

## Libros
- Pasternak, Harley. The 5-Factor Diet (en inglés). Ballantine Books. Consultado el 9 de enero de 2023.

- Pasternak, Harley. 5-Factor Fitness (en inglés). Penguin Books. ISBN 9780399532092.

- Pasternak, Harley (2014). The Body Reset Diet Cookbook (en inglés). Viking Press Canada. ISBN 0143190865.